# Багатополярність

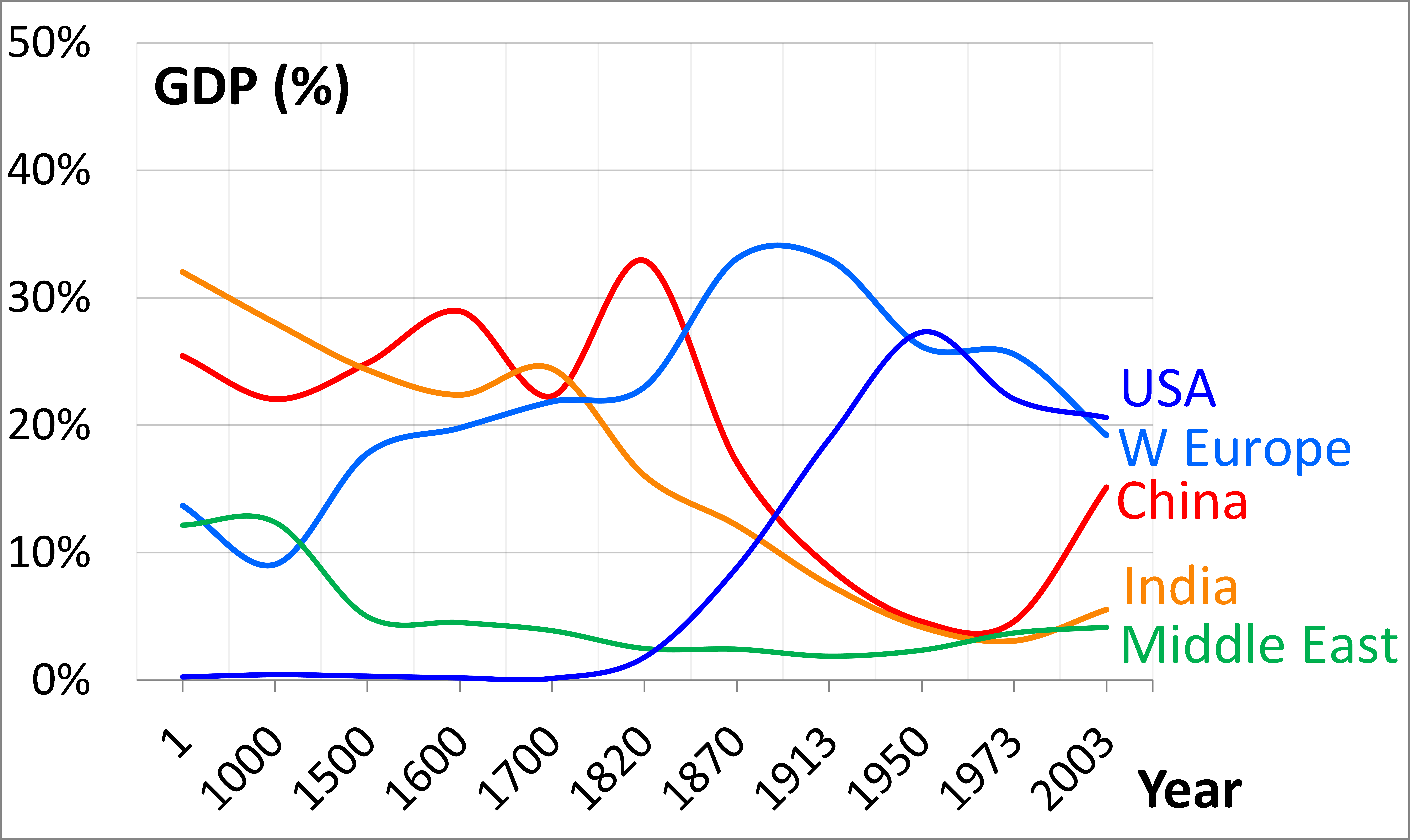
Оцінка найбільших економік світу (ВВП) від 1000 до 2003 року

Багатополя́рність  або мультиполярність — це система світового устрою за якою безліч держав мають приблизно рівний військовий і економічний потенціал.
Передбачає наявність у світі кількох полюсів сили (воєнний полюс, цивілізаційний полюс, політичний полюс та економічний полюс), які не переважають та не розповсюджують свій вплив один на одного. Проте поняття «багатополярності» часто плутають з «багатоцентричністю» — наявністю у світі кількох центрів сили.
У більш широкому сенсі термін «багатополярність» означає вихід за межі формальної логіки, побудованої на бінарних принципах.